# Saint-Georges-sur-Fontaine
Saint-Georges-sur-Fontaine è un comune francese di 881 abitanti situato nel dipartimento della Senna Marittima nella regione della Normandia.

## Società

### Evoluzione demografica
Abitanti censiti